# Евгеніуш Базяк
Евге́ніуш Ба́зяк (пол. Eugeniusz Baziak; 8 березня 1890, Тернопіль — 15 червня 1962, Варшава) — польський церковний діяч. Єпископ (1929). Доктор теології (1921).

## Біографія
Народився 8 березня 1890 року в м. Тернополі (Королівство Галичини і Володимирії, Австро-Угорщина, нині Тернопільська область, Україна) в родині судового урядника.
Навчався у польськомовній Тернопільській народній школі імені Конарського (1897–1903), потім — у Першій тернопільській гімназії (під час навчання в Тернополі був міністрантом міського парафіяльного костелу). 1908 року вступив до Львівської римо-католицької духовної семінарії і одночасно на теологічний факультет Львівського університету.
1912 року висвячений на священника, призначений вікарієм парафіяльного костелу у Жовкві. 1917 року мобілізований до австрійського війська, де служив капеланом. Був вікарієм у Тернополі (1914–1919 роки). У 1921 році у Львівському університеті захистив докторську дисертацію з теології. У 1925 — отримав статус апостольського протонотарія і почесного каноніка Львівської митрополичої капітули. Віце-ректор і ректор римо-католицької духовної семінарії у Львові (1924–1939). 1933 року папа Пій XI призначив Базяка львівським єпископом-суфраганом.
Після смерті архієпископа Болеслава Твардовського у листопаді 1944 року став львівським латинським архієпископом. Під час радянського і гітлерівського окупаційних режимів (1939–1944) намагався таємно проводити навчання у семінарії, виконував архиєрейські свячення. 1945 року неодноразово перебував на допитах в радянських органах безпеки. Того ж року здійснив переведення до Польщі Духовної семінарії, митрополичої курії та архіву. У наступному році залишив Львів і переніс осідок архиєпархії до міста Любачів, котре також входило до Львівської архиєпархії, однак після встановлення польсько-радянського кордону опинилось на території Польщі. Від 1958 одночасно керував Краківською єпархією. Внаслідок антицерковної політики польської комуністичної влади 1952 року був ув'язнений в Кракові, наступного року звільнений через стан здоров'я. 28 вересня 1958 року висвятив на єпископа Кароля Войтилу — майбутнього Папу Івана Павла II.
Помер 15 червня 1962 у Варшаві. Похований у Кракові у Вавельській катедрі.